# Micropeplinae
Sous-famille
Les Micropeplinae sont une sous-famille de coléoptères de la famille des Staphylinidae. Comme tous les membres de cette famille, ces insectes sont distinguables par des élytres très courts laissant plus de la moitié du corps exposé.

## Liste des genres
Selon BioLib (10 septembre 2023) :
- Arrhenopeplus Koch, 1937
- Cerapeplus Löbl & Burckhardt, 1988
- Kalissus LeConte, 1874
- Micropeplus Latreille, 1809
- Peplomicrus Bernhauer, 1928
- †Protopeplus Cai & Huang, 2014
- Pseudokalissus Ryabukhin, 1990